# Henschoutedenia raggei
Henschoutedenia raggei är en kackerlacksart som beskrevs av Kumar 1975. Henschoutedenia raggei ingår i släktet Henschoutedenia och familjen jättekackerlackor.
Artens utbredningsområde är Kamerun. Inga underarter finns listade i Catalogue of Life.